# Henri de Massué de Ruvigny
Henri de Massué, marquis de Ruvigny (également écrit Massue), né vers 1605 et mort à Londres (Greenwich) le 5 août 1689, est un général français huguenot, qui a été ambassadeur extraordinaire du royaume de France en Angleterre.

## Biographie
Henri de Massué est le fils aîné de Daniel de Massué, seigneur de Ruvigny et de Madeleine de Pinot des Fontaines. Son père est commandant de la Bastille sous Sully.
Il sert dans le régiment des Gardes dès 1627. Il est grand fauconnier de Monsieur.
Le 9 juin 1644, il lève un régiment d'infanterie (régiment de Ruvigny) qui prend part à la campagne de l’armée d’Italie ; son régiment est licencié à la fin de la campagne.
Il est fait maréchal de camp le 20 avril 1645 et mestre de camp du régiment Colonel-Général de la cavalerie le 14 juin. Il se démet de ce régiment en novembre 1647 et obtient le 26 novembre un régiment de cavalerie allemand de son nom dont il se démet en avril 1652.
Henri de Massué est créé lieutenant général des armées du roi le 10 juillet 1652. En août 1653, Mazarin le fait nommer député général des Églises protestantes à la mort du marquis d’Arzilliers.
Le roi le charge de conduire en 1666 la reine du Portugal se rendant à Lisbonne, puis le charge de missions extraordinaires auprès de Charles II en 1667 et 1673.
Il revient à Paris en 1676, se démet de sa fonction de député général au profit de son fils, puis se fait naturaliser en Angleterre dès 1680 en prévision de la révocation de l’édit de Nantes.
Après la Révocation en 1685, il obtient du roi, le 26 janvier 1686, la permission de se retirer en Angleterre avec sa femme et ses deux fils. Il devient membre des conseils de Guillaume d’Orange après la révolution de 1688. Il meurt en 1689 et est enterré le 28 juillet à Greenwich, où il avait fondé une église française.

## Famille
D’après les généalogistes Haudicquer de Blancourt et La Chenaye des Bois, Henri de Massué a pour grand-père paternel Nicolas de Massue († 1585), baron de Raineval qui avait épousé Hélène d’Ailly, fille d’Antoine, écuyer, seigneur de la Mairie et de Pierrepont, vidame d’Amiens et de Charlotte de Famechon.
Henri de Massué épouse en 1647 une sœur consanguine de Tallemant des Réaux.